# Битва при Аравиане
Битва при Аравиане (исп. Batalla de Araviana, 22 сентября 1359 года) — конное сражение между арагонцами, значительную часть которых составляли сторонники претендента на кастильский престол Энрике Трастамарского, и кастильцами на территории последних, у города Агреда, во время Войны двух Педро. Арагонцы напали на кастильскую армию, под началом Хуана Фернандеса де Инестросы, охранявшую земли своего королевства, и разгромили её. Кастильцы понесли тяжёлые потери.

## Предыстория
Война двух Педро разразилась в 1356 году, когда флотилия из девяти каталонских галер под командованием Франциско де Переллоса, посланная королём Арагона Педро IV на помощь французским Валуа в их военном конфликте с английскими Плантагенетами, захватила около Санлукар-де-Баррамеды два корабля под флагом Генуэзской республики, в то время ведущей войну против Венеции и Арагона. Король Кастилии Педро I, присутствовавший в Санлукар-де-Баррамеде в это время, счёл это личным оскорблением и потребовал от Переллоса освободить генуэзские суда.
Переллос отказался выполнить требования кастильского короля и был вынужден спасаться от преследования кастильского флота вплоть до берегов Португалии. Педро I Кастильский обратился с жалобой на эти действия к Педро IV Арагонского, но не получив желаемого результата объявил Арагону войну. Он быстро начал военные действия, осадив с моря валенсийский город Гуардамар-дель-Сегура, не добившись успеха, и послав несколько кавалькад в земли противника. В 1359 году кастильский флот совершил нападения на валенсийское и каталонское побережья, не достигнув желаемых результатов, но осадив город Аликанте. Педро IV Арагонский, видя, что его южная граница находится в опасности, отправил несколько конных отрядов под началом Пере де Ксерики на защиту территорий у Ориуэлы, Кревильенте и Эльче, а также распорядился, чтобы все крепости в должной мере снабжались оружием и припасами.

## Битва
В последующие месяцы военные действия переместились на границы Арагона с Кастилией. В сентябре 1359 года Энрике Трастамарский, претендент на кастильский престол и сводный брат своего соперника Педро I Кастильского, вместе со своим младшим братом Тельо и несколькими членами арагонского рода Луна (Педро, Хуан Мартинес и Фрай Арталь де Луна) совершили рейд на кастильскую территорию, вторгшись в её пределы у города Альмасан. Их войска, состоявшие из около 800 всадников, встретили значительно превосходящие их (1 500 всадников) кастильские силы, которые возглавлял Хуан Фернандес де Инестроса, дядя Педро I Кастильского. Отказавшись искать укрытия Энрике Трастамарский решил принять бой в окрестностях Агреды. Последовавшее быстрое сражение закончилось тяжёлым поражением кастильцев, многие из которых, включая Хуана Фернандеса де Инестросу, были убиты.
Среди других погибших выделялись Гомес Суарес де Фигероа, Фернандо Гарсия Дуке, Педро Бермудес, Гонсало Санчес де Ульоа и Хуан Гонсалес де Баабон. Многие знатные дворяне и рыцари, такие как Иньиго Лопес де Ороско, Фернандо Родригес де Вильялобос, Хуан Гомес де Баабон, Уртадо Диас де Мендоса и Диас Санчес де Порра были взяты в плен. Также было захвачено и кастильское знамя.